# 姜亨奉
姜 亨奉（カン・ヒョンボン、朝鮮語: 강형봉、1957年5月20日 -  ）は、朝鮮民主主義人民共和国の政治家。平安南道人民委員会委員長、朝鮮労働党中央委員会委員。石炭工業副相、安州地区炭鉱連合企業所支配人などを歴任した。

## 経歴
1957年に生まれた。出生地は不明。2007年に石炭工業副相に任命され、2009年6月に安州地区炭鉱連合企業所支配人に転じた。2010年9月28日に開催された朝鮮労働党第3回党代表者会で朝鮮労働党中央委員会委員候補に選出され、2011年12月17日に金正日総書記が死去した際には、国家葬儀委員会委員に選ばれた。2012年12月に平安南道人民委員会委員長に任命され、2014年3月9日に実施された最高人民会議第13期代議員選挙で代議員に選出された。
2016年5月9日に開催された朝鮮労働党第7次大会で朝鮮労働党中央委員会委員候補に再選され、2019年3月10日に実施された最高人民会議第14期代議員選挙で代議員に再選された。
2021年1月5日から開催された朝鮮労働党第8次大会で中央委員会委員候補に選出され、同年12月27日から開催された党中央委員会第8期第4回総会で党中央委員に補欠選挙された。

## 不祥事
姜の妻が一酸化炭素中毒を発症し病院に運ばれると、中毒の治療装置が1つしかなく順番待ちになっていたが、治療中の患者を無理矢理追い出し妻の治療を優先させた。そのため、追い出された患者と順番待ちの患者が死亡し、遺族が激怒する事態となった。

## 参考サイト
- 북한정보포털

| 先代安剋太 | 平安南道人民委員会委員長2012年 - | 次代現職 |